# Vernon Subutex (série télévisée)
Pour les articles homonymes, voir Vernon Subutex (homonymie).
Vernon Subutex est une série télévisée, créée par Cathy Verney pour Canal + en 2019. Il s'agit d'une adaptation de la trilogie de romans de Virginie Despentes, Vernon Subutex, parue entre 2015 et 2017,. La série est composée de 9 épisodes de 35 minutes, basée sur les deux premiers tomes de la trilogie.

## Synopsis
Vernon Subutex est un ancien disquaire du magasin Revolver, qui a baissé le rideau à la suite de la crise du disque. Désormais à la rue, Vernon vit à la marge, en reprenant contact avec d’anciennes connaissances fréquentant son magasin des années auparavant. Dans le même temps, un de ses amis, Alex Bleach, rockeur célèbre, meurt d'une overdose en lui léguant son testament sur cassette. Plusieurs réalisateurs, désirant faire un film biographique se lancent à la recherche de Vernon pour obtenir ce testament.

## Fiche technique
- Réalisation : Cathy Verney
- Scénario : Cathy Verney et Benjamin Dupas, d'après Vernon Subutex de Virginie Despentes
- Diffusion à partir du 8 avril 2019 sur Canal +
- Post-Production : Guillaume Bauer pour Deflight

## Distribution
- Romain Duris : Vernon Subutex
- Céline Sallette : La Hyène
- Flora Fischbach : Anaïs
- Philippe Rebbot : Xavier Fardin
- Florence Thomassin : Sylvie Langlois
- Laurent Lucas : Laurent Dopalet
- Emilie Gavois-Kahn : Emilie
- Iman Amara-Korba : Aïcha
- Athaya Mokonzi : Alex Bleach
- Fodjé Sissoko : Alex Bleach (jeune)
- Julie Fournier : Gaëlle
- Inès Rau : Marcia
- Calypso Valois : Lydia Bazooka
- Juana Acosta : Pamela Kant
- Jean-Baptiste Shelmerdine : Stanislas
- Jacques Bouanich : Charles
- Adèle Wismes : Céleste
- Gaëlle Jeantet : Olga
- Marie-France Alvarez: Juliette

## Production

### Développement
Canal + achète les droits pour l'adaptation de la série complète de Virginie Despentes. Le tournage se déroule à Paris, au festival de Cannes et à Barcelone entre mars et juin 2018. Les neuf épisodes sont basés sur les deux premiers tomes de la trilogie, le troisième étant considéré comme trop noir par la production. Virginie Despentes a travaillé pendant trois mois sur l'adaptation avec Cathy Verney mais a quitté le projet, estimant qu'il trahissait son œuvre.

## Liste des épisodes

### Épisode 1
Première diffusion
- France : lundi 8 avril 2019 à 21 heures sur Canal+

### Épisode 2
Première diffusion
- France : lundi 8 avril 2019 à 21 h 45 sur Canal+

### Épisode 3
Première diffusion
- France : lundi 8 avril 2019 à 22 h 25 sur Canal+

### Épisode 4
Première diffusion
- France : lundi 15 avril 2019 à 21 h 5 sur Canal+

### Épisode 5
Première diffusion
- France : lundi 15 avril 2019 à 21 h 45 sur Canal+

### Épisode 6
Première diffusion
- France : lundi 15 avril 2019 à 22 h 20 sur Canal+

### Épisode 7
Première diffusion
- France : lundi 22 avril 2019 à 21 heures sur Canal+

### Épisode 8
Première diffusion
- France : lundi 22 avril 2019 à 21 h 40 sur Canal+

### Épisode 9
Première diffusion
- France : lundi 22 avril 2019 à 22 h 15 sur Canal+